# نيلسون ريكاردو دا سيلفا جونيور
نيلسون ريكاردو دا سيلفا جونيور (31 مارس 1989 في ريسيفي في البرازيل – )؛ هو لاعب كرة قدم كان يلعب كلاعب وسط.

## وصلات خارجية
- نيلسون ريكاردو دا سيلفا جونيور على موقع رابطة كرة القدم اليابانية للمحترفين (اليابانية)
- نيلسون ريكاردو دا سيلفا جونيور على موقع دوري كوريا الجنوبية (الإنجليزية)
- نيلسون ريكاردو دا سيلفا جونيور على موقع قاعدة بيانات كرة القدم.إي يو (الإنجليزية)
- نيلسون ريكاردو دا سيلفا جونيور على موقع Soccerway.com (الإنجليزية)
- نيلسون ريكاردو دا سيلفا جونيور على موقع عالم كرة القدم.نت (الإنجليزية)